# Andrea Cipressa
Andrea Cipressa (Venezia, 14 dicembre 1963) è un maestro di scherma ed ex schermidore italiano, specializzato nel fioretto. Ha vinto una medaglia d'oro nel fioretto a squadre con Stefano Cerioni, Mauro Numa, Andrea Borella e Angelo Scuri ai Giochi olimpici di Los Angeles 1984.
Cresciuto nel circolo scherma Mestre,, ha anche conquistato ai mondiali tre ori a squadre e un argento individuale, oltre ad otto titoli italiani.. Ha ricoperto il ruolo di commissario tecnico della nazionale italiana di fioretto dal gennaio 2013 fino al settembre 2021.

## Palmarès
In carriera ha ottenuto i seguenti risultati:
Giochi olimpici
Individuale
A squadre
- Oro nel fioretto a Los Angeles 1984

Mondiali
Individuale
- Argento nel fioretto a Barcellona 1985

A squadre
- Oro nel fioretto a Barcellona 1985
- Oro nel fioretto a Sofia 1986
- Oro nel fioretto a Lione 1990

Universiadi
Individuale
A squadre
- Oro nel fioretto ad Bucarest 1981
- Oro nel fioretto a Edmonton 1983
- Bronzo nel fioretto a Kōbe 1985

Campionati italiani
Individuale
- Oro nel fioretto nel 1988

A squadre

### Altri risultati
Mondiali giovani
Individuale
- Oro nel fioretto a Buenos Aires 1982

A squadre